# میهائلا چیراش
میهائلا چیراش (رومانیایی: Mihaela Chiraș؛ زادهٔ ۸ نوامبر ۱۹۸۴) لژسوار اهل رومانی است. وی در بازی‌های المپیک زمستانی ۲۰۱۰ شرکت کرده است.